# Atemptat de Teheran de 2017
Latemptat de Teheran de 2017 foren dos atacs simultanis duts a terme a Teheran per set militants d'Estat Islàmic contra l'edifici del Parlament iranià i el mausoleu de Ruhol·lah Khomeini, deixant 17 civils morts i 43 ferits, sent el primer atac terrorista a Teheran en més d'una dècada, i el primer atac terrorista important al país des dels atemptats de Zahedan de 2010.
El primer atac va tenir lloc a les 10.30, quan quatre homes armats van irrompre al Parlament amb el resultat de set morts i nombroses persones preses com a ostatges, i dues hores després un dels atacants va fer esclatar els explosius que portava mentre que la resta morí en l'assalt. Poc després, va tenir lloc l'atac al mausoleu de l'imam Khomeini, morint un dels treballadors i quatre pelegrins resultaren ferits, un dels assaltants s'immolà durant l'atac, un altre fou abatut i un tercer fou detingut.